# Ley del enfriamiento de Newton
La ley del enfriamiento de Newton o enfriamiento newtoniano establece que la tasa de pérdida de calor de un cuerpo es proporcional a la diferencia de temperatura entre el cuerpo y sus alrededores.
Cuando la diferencia de temperaturas entre un cuerpo y su medio ambiente no es demasiado grande, el calor transferido en la unidad de tiempo hacia el cuerpo o desde el cuerpo por conducción, convección y radiación es aproximadamente proporcional a la diferencia de temperatura entre el cuerpo y el medio externo.

## Historia
Fue determinado experimentalmente por Isaac Newton, quien publicó anónimamente estos resultados en 1701 en la obra "Scala graduum Caloris". Calorum Descriptiones & signa." en Philosophical Transactions.

## Simbología
| Símbolo               | Nombre                        | Unidad |
| --------------------- | ----------------------------- | ------ |
| {\displaystyle T}     | Temperatura                   | K      |
| {\displaystyle T_{m}} | Temperatura de ambiente       | K      |
| r                     | Constante de proporcionalidad | s-1    |

## Descripción
Newton, analizando el proceso de enfriamiento y para él la velocidad de enfriamiento de un cuerpo cálido cuya temperatura es ({\displaystyle T}), en un ambiente más frío ({\displaystyle T_{m}}), es proporcional a la diferencia entre la temperatura instantánea del cuerpo y la del ambiente:
| {\displaystyle {\frac {dT(t)}{dt}}=-r(T-T_{\mathrm {m} })} (Ec.1) |
Esta expresión no es muy precisa y se considera  tan sólo una aproximación válida para pequeñas diferencias entre ({\displaystyle T}) y ({\displaystyle T_{m}}). En todo caso la expresión superior es útil para mostrar como el enfriamiento de un cuerpo sigue aproximadamente una ley de decaimiento exponencial:
{\displaystyle T(t)=T_{\mathrm {m} }+(T_{\mathrm {0} }-T_{\mathrm {m} })\ e^{-rt}}
Esta expresión resulta de resolver la ecuación diferencial Ec.1.
Una formulación más precisa del enfriamiento de un cuerpo en un medio necesitaría un análisis del flujo de calor del cuerpo cálido en un medio heterogéneo de temperatura. La aplicabilidad de esta ley simplificada viene determinada por el valor del número de Biot.
En la actualidad el enfriamiento newtoniano es utilizado especialmente en modelos climáticos como una forma rápida y computacionalmente menos costosa de calcular la evolución de temperatura de la atmósfera. Estos cálculos son muy útiles para determinar las temperaturas así como para predecir los acontecimientos de los fenómenos naturales.